# Ennio Preatoni
Ennio Preatoni (Italia, 11 de diciembre de 1944) fue un atleta italiano especializado en la prueba de 4 x 100 m, en la que consiguió ser medallista de bronce europeo en 1971.

## Carrera deportiva
En el Campeonato Europeo de Atletismo de 1971 ganó la medalla de bronce en los relevos 4 x 100 metros, con un tiempo de 39.7 segundos, llegando a meta tras Checoslovaquia (oro) y Polonia (plata).